# Callyna cupricolor
Callyna cupricolor là một loài bướm đêm trong họ Noctuidae.